# Производство кофе в ДР Конго
Производство кофе в Демократической Республике Конго сосредоточено в провинциях у озера Киву.
В 2013 году в ДРК насчитывалось около 11 000 фермеров, выращивающих кофе. Кооперативные ассоциации, такие как Furaha, Muungano и Sopacdi, являются ценными партнерами фермеров в области продаж и дистрибуции.
Многие сорта кофе выращиваются в ДРК, но двумя основными видами являются робуста (выращивается в основном на небольшой высоте на северо-востоке страны, например, в Исиро) и более легкие сорта арабики, выращиваемые на возвышенностях в провинциях Итури, Северное Киву и Южное Киву. На арабику приходится пятая часть общего объема производства кофе.
К 1989 году экспорт кофе достиг высокого уровня в 121 235 метрических тонн (119 320 длинных тонн), но резко сократился в период 1994—2003 годов из-за гражданских войн 1997 и 1998 годов. Болезни кофейных деревьев также повлияли на рост в некоторых областях. После подписания мирного соглашения в декабре 2002 года производство кофе выросло до 40 642 метрических тонн (40 000 длинных тонн) в 2003 году с цифры 32 514 метрических тонн (32 000 длинных тонн) в 2002 году. В 2006 году производство кофе в пересчете на мешки в 60 килограммов (130 фунтов), составило 100 000 мешков арабики и 470 000 мешков робусты. К 2010 году производство кофе составляло 6 096 метрических тонн (6000 длинных тонн), то есть меньше 10 % от того, что было в 1989 году.
В 2012 году правительство приступило к осуществлению стратегической программы восстановления кофейного сектора и выделило на эти цели бюджетные ассигнования в размере 100 млн долларов США. Было подсчитано, что план восстановления приведет к увеличению производства до 121 926 метрических тонн (120 000 длинных тонн) к 2015 году.